# Precovery
Precovery (aglutinação em inglês de "pre-discovery recovery" ou "reconstituição pré-descoberta") é o processo de encontrar um objeto celeste em imagens arquivadas antigas ou chapas fotográficas coletadas antes da descoberta do objeto, com o objetivo de calcular uma órbita mais precisa. Isto acontece bastante frequentemente com um asteroide, mas algumas vezes com um cometa, um planeta anão ou um satélite natural é descoberto em velhas imagens arquivadas; mesmo observações de precovery de exoplanetas já foram obtidas.
O cálculo da órbita de um objeto astronômico envolve a medição de sua posição em múltiplas ocasiões. Quanto mais distantes no tempo, mais precisamente a órbita pode ser calculada. entretanto, para um objeto recentemente descoberto, somente alguns dias ou semanas de posições medidas podem estar disponíveis, o que é suficiente somente para um cálculo preliminar (impreciso) da órbita.
Quando um objeto é de particular interesse (como um asteróide com chance de atingir a Terra), uma pesquisa por imagens precovery é feita. Usando os cálculos de órbita preliminar para predizer onde o objeto pode aparecer em velhas imagens de arquivo, estas imagens (algumas vezes com décadas de idade) são pesquisadas para ver se o objeto foi realmente fotografado. Se for o caso, então um cálculo de órbita bem mais preciso pode ser feito.
Antes de computadores rápidos estarem disponíveis, não era muito prático analisar e medir imagens atrás de descobertas de possíveis asteroides por que isto envolvia uma considerável quantidade de trabalho manual. Geralmente, estas imagens foram feitas anos ou décadas antes para outros objetivos (estudos de galáxias, etc.), e não valia o tempo que demorava para procurar por imagens de precovery de asteróides ordinários. Atualmente os computadores podem facilmente analisar imagens astronômicas digitais e compará-las com catálogos de estrelas contendo até 1 bilhão de posições de estrelas para ver se uma das "estrelas" é na realidade uma imagem precovery do objeto recentemente descoberto. Esta técnica tem sido usado desde o meio da década de 1990 para determinar as órbitas de uma quantia enorme de asteroides.
Nota: o termo "precovery" refere-se a uma imagem pré-descoberta. "Recovery" (recuperar) refere-se ao ato de fotografar ou registrar um objeto que estava fora da vista (como por exemplo atrás do sol) mas é visível novamente.